# 朗拉皮茲鎮區 (密歇根州)
朗拉皮茲鎮區（英語：Long Raipds Township）是位於美國密歇根州阿爾皮納縣的一個行政鎮區。

## 地方資料
朗拉皮茲鎮區的面積為141.60平方千米，當中陸地面積為140.40平方千米，而水域面積為1.20平方千米。根據2020年美國人口普查的數據，當地共有人口977人，而人口密度為每平方千米6.9人。